# Özgür Özel
Özgür Özel (nacido el 21 de septiembre de 1974 en Manisa) es un político y farmacéutico turco. Actualmente es el líder del Partido Republicano del Pueblo (CHP). Ha sido diputado de Manisa en el Parlamento desde 2011. Se desempeñó como vicepresidente del grupo del CHP en la Gran Asamblea Nacional de Turquía (TBMM) desde el 24 de junio de 2015 hasta el 3 de junio de 2023. El 3 de junio de 2023 fue elegido como líder del grupo del CHP en el TBMM por su partido. El 5 de noviembre de 2023, ganó las elecciones primarias del CHP en segunda vuelta y se convirtió en el líder de la formación política con 276 votos más que Kemal Kılıçdaroğlu.
En 1999, comenzó su carrera como farmacéutico independiente. Entre 2001 y 2007, ocupó cargos de secretario general durante un período y dos veces la presidencia en el Colegio de Farmacéuticos de Manisa. Durante este tiempo, asumió las responsabilidades de portavoz y presidente en la Unión de Colegios Académicos de Manisa. Además, es miembro de organizaciones internacionales como la Federación Internacional de Farmacia, el Grupo de Farmacia de la Unión Europea y el Foro de Farmacia Europea.
Entre 2007 y 2011, ocupó el cargo de tesorero durante un período y dos veces el de secretario general en la Asociación de Farmacéuticos de Turquía. Durante el mismo período, fue elegido como diputado al Parlamento de Turquía para representar a Manisa. Durante su mandato en el Parlamento, desempeñó importantes funciones, como ser miembro de la Comisión de Salud, Familia, Trabajo y Asuntos Sociales, la Comisión de Monitoreo e Investigación de Prisiones del CHP, la Comisión de Investigación de Problemas de Universidades y Estudiantes del CHP, y la Comisión de Investigación de Minas de Soma del Parlamento de Turquía.
En los períodos 25, 26 y 27, lideró las actividades del Partido Republicano del Pueblo (CHP) en la Gran Asamblea Nacional de Turquía (TBMM) como vicepresidente del grupo del CHP. Actualmente, ejerce el cargo de líder del grupo del CHP en el TBMM. En 2023, anunció su candidatura para la presidencia del CHP en el 38.º Congreso Ordinario del Partido Republicano del Pueblo. En la reunión celebrada el 5 de noviembre de 2023, fue elegido como líder del CHP con 812 votos en la segunda vuelta.

## Primeros años y educación.
Nacido el 21 de septiembre de 1974 en Manisa, es hijo de Talat y Şükran, una pareja de origen balcánico con raíces en Üsküp y Salónica. Completó su educación primaria en la Escuela Primaria Gazi en el centro de Manisa. Comenzó su educación secundaria y preparatoria en la Escuela Secundaria Anatólica de Bornova en Izmir, y en su último año, se trasladó a la Escuela Secundaria de Manisa, donde se graduó. Después de completar su educación en el Departamento de Alemán de la Escuela Secundaria Anatólica de Bornova y en la Escuela Secundaria de Manisa, se graduó de la Facultad de Farmacia de la Universidad de Ege en 1997.

## Carrera profesional
Después de graduarse de la universidad, Özel continuó su carrera como farmacéutico independiente hasta que fue elegido diputado en las elecciones de 2011. A partir de 2007, desempeñó roles clave en la Junta Directiva de la Asociación de Farmacéuticos de Turquía (TEB), incluyendo la posición de tesorero y dos términos como secretario general. Además, a lo largo de su carrera farmacéutica, presentó 163 ponencias escritas y orales en congresos y conferencias, moderó paneles y participó activamente en plataformas internacionales. También fue miembro de la Federación Internacional de Farmacia, el Grupo de Farmacia de la Unión Europea y el Foro de Farmacia Europea.
A través de la Campaña de Recogida de Pilas Usadas en Farmacias, fue galardonado con el "Premio al Defensor del Medio Ambiente de Manisa" por parte del Ayuntamiento de Manisa. Durante el mismo período, implementó el proyecto de "Entrega de pan producido en Estambul para pacientes con enfermedad celíaca en Manisa y sus distritos". Con estos proyectos, ha realizado contribuciones significativas a la conciencia ambiental y la salud pública.

## Carrera política

### Carrera temprana (2011-2015)
Özel se postuló como candidato a alcalde del Municipio de Manisa por el Partido Republicano del Pueblo (CHP) en las elecciones locales de 2009, pero no fue elegido. Fue elegido como diputado del CHP por Manisa en las elecciones generales de Elecciones generales de Turquía de 2011. En las elecciones locales de 2014, nuevamente se postuló como candidato a alcalde del Municipio Metropolitano de Manisa por el mismo partido, pero no tuvo éxito.
Özel, junto con otros diputados del CHP de Manisa, propuso la creación de una comisión parlamentaria para investigar las minas de carbón en Soma. En un discurso del 29 de abril de 2014 relacionado con la consideración de esta propuesta, habló sobre las deficiencias en la supervisión y seguridad en las minas. Este discurso fue ampliamente debatido en la agenda nacional durante mucho tiempo, especialmente después del desastre minero de Soma el 13 de mayo de 2014. En las elecciones generales de Turquía de junio y noviembre de 2015, fue nuevamente elegido como diputado del CHP por Manisa. En el 18.º Congreso Extraordinario del Partido Republicano del Pueblo (CHP), fue elegido como miembro del comité central del partido. Durante su mandato como diputado, se desempeñó como miembro de la Comisión de Salud de la Gran Asamblea Nacional de Turquía y de la Comisión de Investigación de Prisiones del CHP. El 24 de junio de 2015, fue elegido como vicepresidente del grupo del CHP. También recibió el "Premio al Político del Año Uğur Mumcu 2015" otorgado por la Asociación de Periodistas Contemporáneos y la Asociación de Pensamiento Ataturco.

### Vicepresidente del grupo (2015-2023)

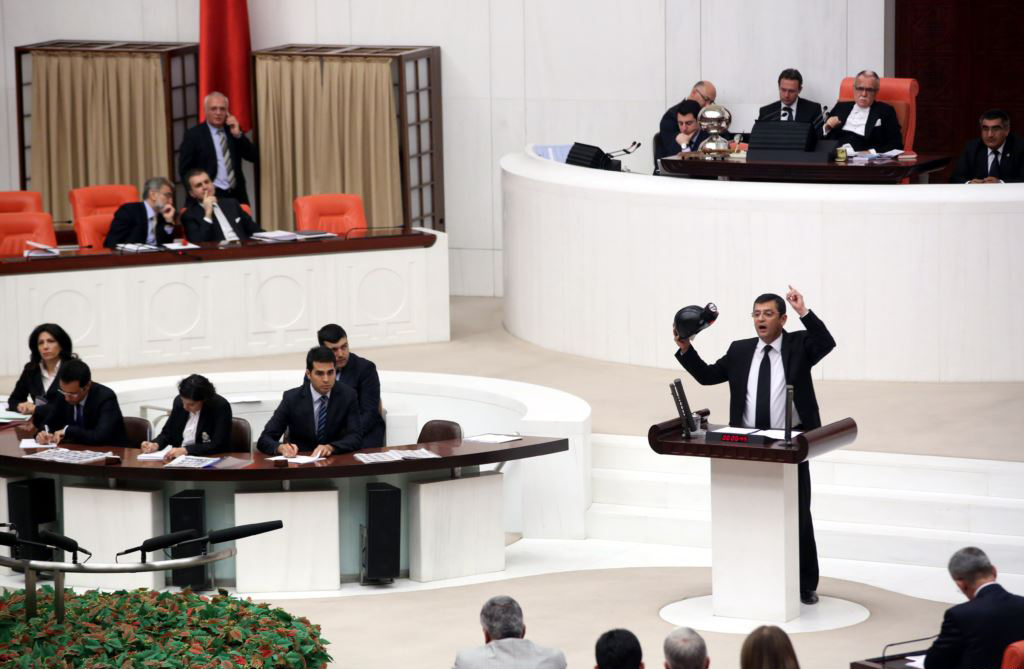
El diputado de Manisa, Özgür Özel, dando un discurso sobre el desastre de Soma en el podio de TBMM (2014)

Özgür Özel declaró que la noche del intento de golpe del 15 de julio, fue al parlamento desde la sede del CHP en un Vosvos amarillo y que se filmó un video de ellos llegando con este vehículo, y que filmaron este video para dejarlo en paz. sus familias. Afirmó que abrieron fuego desde helicópteros y vieron tanques camino al parlamento. Dijo que después de llegar al parlamento, se quedaron en el refugio donde vivían y que les cortaron la electricidad después del bombardeo del parlamento. Özel también compartió que entró al estudio TRT en el Parlamento y participó en la transmisión en vivo, y con la psicología de ese día, el presentador dijo: "Con suerte, de ahora en adelante estaremos todos juntos".

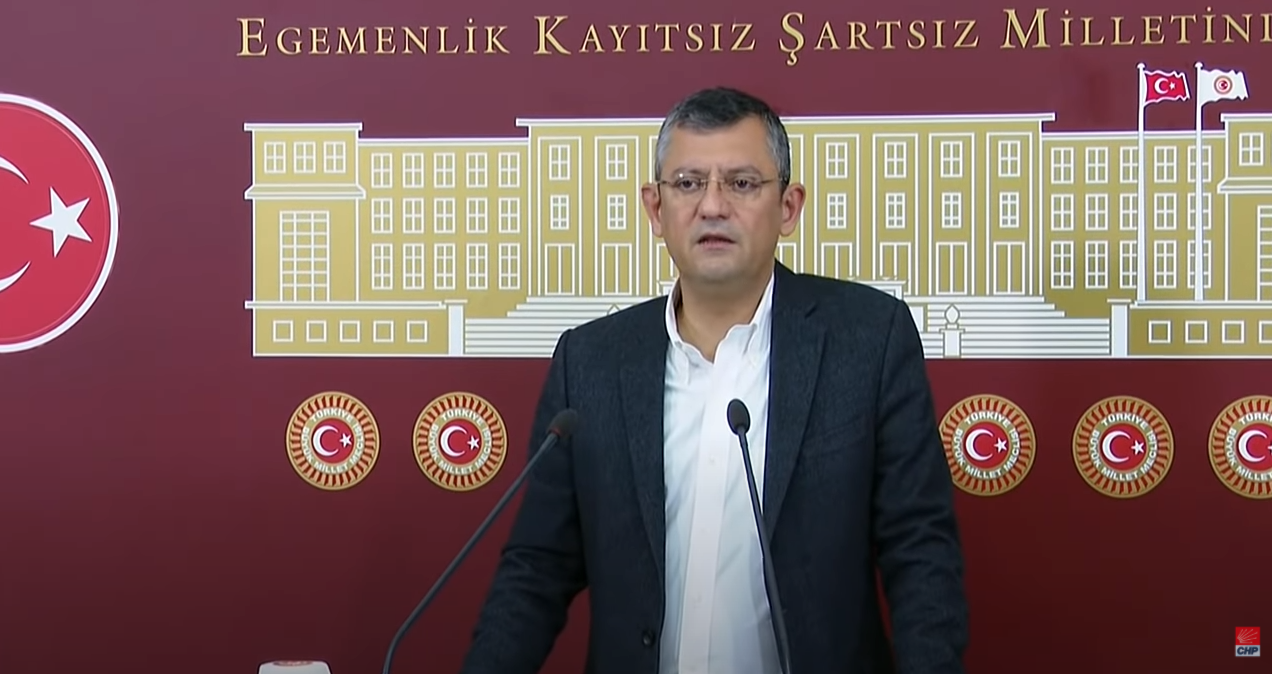
El vicepresidente del grupo, Özgür Özel, en una conferencia de prensa en la Gran Asamblea Nacional de Turquía, 11 de marzo de 2021

En noviembre de 2016, el vicepresidente del Grupo CHP, Özgür Özel, criticó la propuesta de Ley de Procedimiento Penal del Partido AK en la Gran Asamblea Nacional de Turquía, afirmando que se oponía a los artículos de la propuesta que mitigan los delitos de abuso sexual y que solicitaban una votación abierta en el Parlamento.
Özgür Özel trajo a la agenda de la asamblea general las numerosas publicaciones en las redes sociales de un miembro del personal que trabaja en la Dirección de Decisiones Legales del GNAT, que incluían insultos al líder del CHP, Kemal Kılıçdaroğlu. Las actividades de la asamblea general se paralizaron debido a los tuits insultantes enviados desde la cuenta de Twitter de este personal. Para expresar este incidente de manera notable, Özgür Özel fue a la sala de personal, sacó la carcasa de su computadora de escritorio y la llevó al salón de la asamblea general.
En marzo de 2017, Özgür Özel, en una transmisión en vivo por Fox TV, presentó el folleto votado en el Parlamento para demostrar la autoridad del presidente para disolver el Parlamento. Özel afirmó que este folleto demostraba la autoridad del presidente para disolver el Parlamento. El presidente Recep Tayyip Erdoğan dijo: "Demuestre que el presidente tiene autoridad para disolver el parlamento y dimitiré". En respuesta al llamado de Erdoğan, el vicepresidente del grupo CHP, Özgür Özel, discutió el tema con un folleto transmitido en vivo. Especial, folleto 11. Al leer el artículo, explicó la autoridad del presidente para renovar las elecciones. Özel subrayó que el presidente puede renovar las elecciones sin dar ningún motivo. Özel también afirmó que el uso de esta autoridad por parte del presidente era un juego de palabras y apoyó sus afirmaciones mostrando el contenido del folleto.
En las elecciones presidenciales de 2018, Özgür Özel hizo una declaración sobre Abdullah Gül, de quien se especulaba que era candidato presidencial. Özel afirmó que Abdullah Gül no está en la agenda del CHP y afirmó que las especulaciones no sirven más que para dañar la moral.
El vicepresidente del Grupo CHP, Özgür Özel, criticó al ministro de Defensa Nacional, Hulusi Akar, durante las discusiones presupuestarias en el Parlamento en 2018. Como resultado de las discusiones, Akar presentó una demanda contra Özel. El tribunal concluyó el caso a favor de Özel, afirmando que Akar tenía la obligación de soportar las críticas y que Özel no cometió ningún delito.

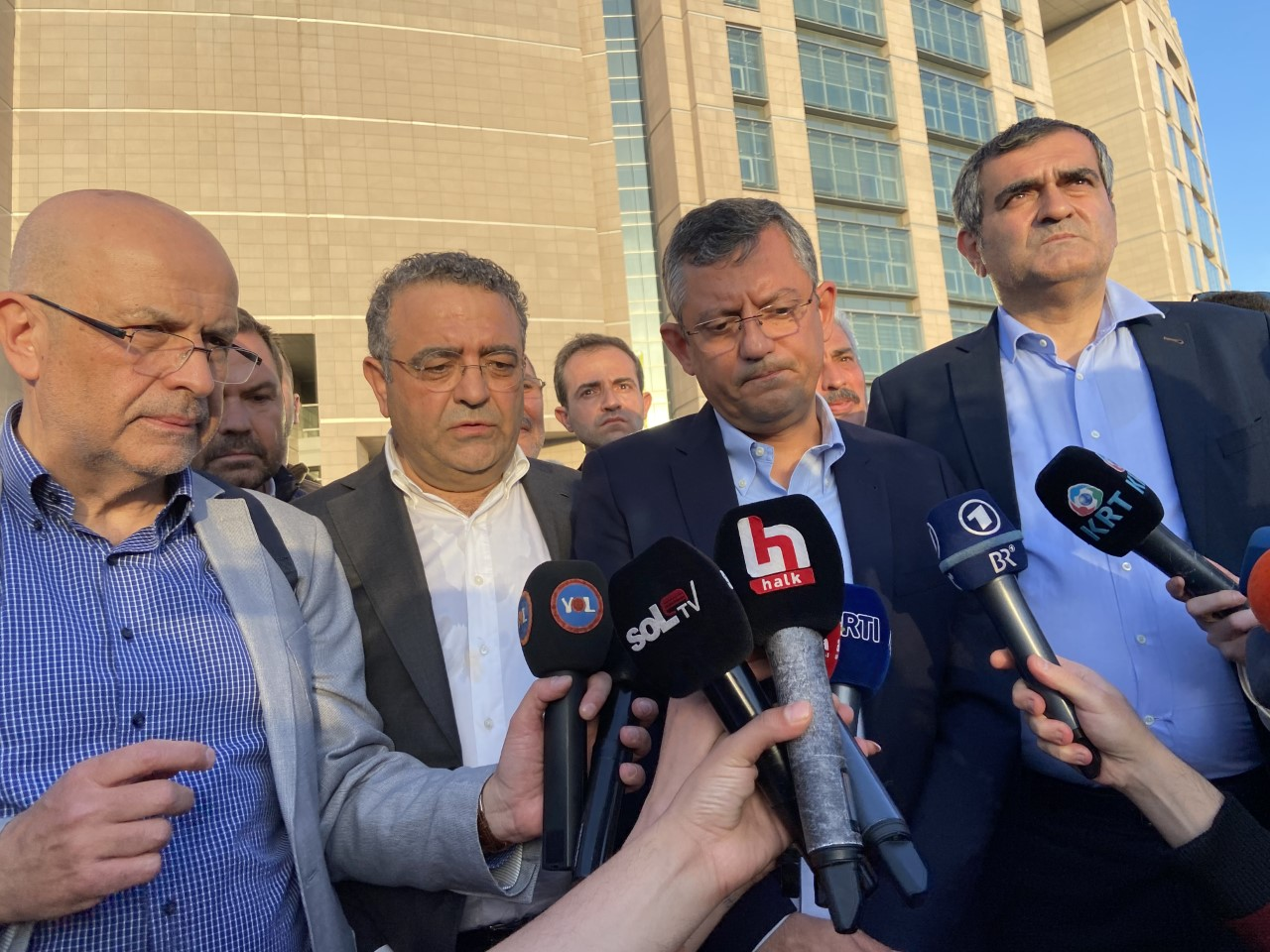
Frente al juzgado de Çağlayan después de la audiencia del caso Gezi Park, 25 de abril de 2022

El empresario Osman Kavala, una de las 17 personas procesadas en el caso Gezi Park, fue condenado a cadena perpetua con agravantes acusado de "intentar derrocar al Gobierno de la República de Turquía mediante el uso de la fuerza y la violencia". Özgür Özel, en su declaración ante el Tribunal de Çağlayan después de la decisión, dijo: "En el caso que terminó hoy, no se hizo lo que exige la ley y la justicia. Sólo se hizo el favor de un solo hombre que gobernaba el país."
El 12 de enero de 2023, Özgür Özel mencionó en Telegram la existencia de un canal llamado 'Operación Ebabil', que según él estaba afiliado al ministro Süleyman Soylu. Özel afirmó que 8.000 personas fueron informadas sobre la agenda a través de este canal y que las publicaciones sobre los mencionados se hicieron en las redes sociales con fines operativos. El Ministerio del Interior respondió a las acusaciones de Özel y argumentó que la persona llamada "Emin Şen" mencionada en las declaraciones de Özel no era un consejero del ministerio ni un funcionario público sujeto a 657, y que las cuentas de redes sociales del ministerio y sus organizaciones afiliadas eran gestionado por la Consultoría de Prensa y Relaciones Públicas. También se afirmó que Emin Şen ha sido consultor de redes sociales del ministro Süleyman Soylu durante muchos años.

### Candidatura a presidente del CHP

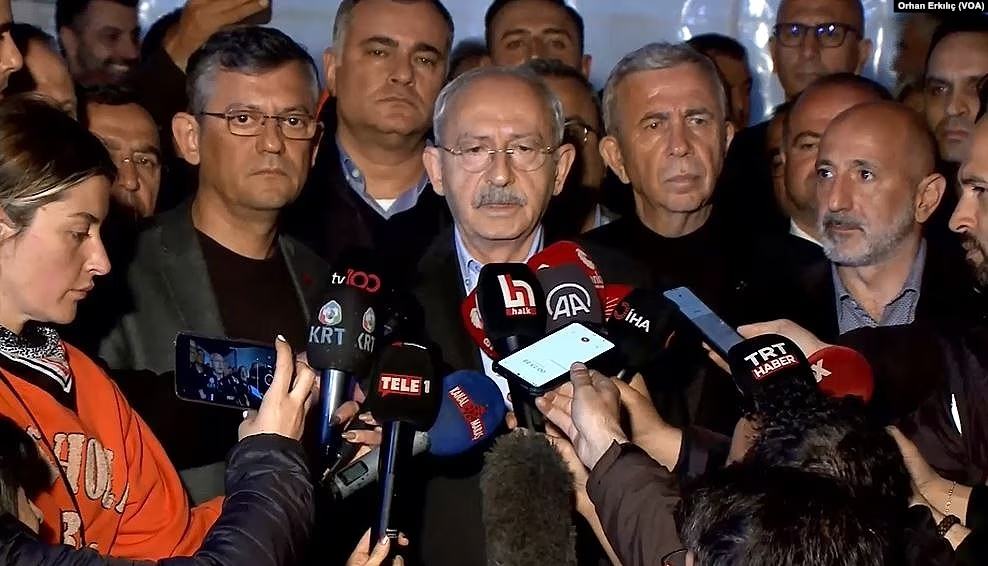
Özgür Özel (izquierda) y Kemal Kılıçdaroğlu hacen una declaración de prensa después del terremoto de Kahramanmaraş de 2023.

La 38.ª edición se celebrará en 2023. Anunció que sería candidato a la presidencia del Congreso Ordinario del Partido Popular Republicano. El líder del CHP, Kemal Kılıçdaroğlu, en sus declaraciones sobre el futuro del CHP, dijo que entregaría el partido a "un socialdemócrata bueno, informado y experimentado". Sin embargo, algunos miembros del partido reaccionaron a esta declaración y criticaron a Kılıçdaroğlu por no poder gestionar el partido democráticamente. En particular, Özgür Özel argumentó que Kılıçdaroğlu hizo esta definición hacia sí mismo y hacia otros rivales potenciales. Özel enfatizó la importancia de la democracia interna del partido y afirmó que el líder del partido debe ser elegido por medios democráticos. También reaccionó a la declaración de Kılıçdaroğlu "pero es necesario que se haga visible" y preguntó dónde estaba esa persona y en qué cargos fue juzgado. Özel también objetó la analogía de Kemal Kılıçdaroğlu de "llevar al grupo a un puerto seguro" e interpretó esta expresión como "¿Quién arrastró ese barco a aguas peligrosas?" Criticó con la pregunta:

## Historia electoral
Özgür Özel ha participado en un total de siete elecciones desde 2009, cinco de las cuales fueron elecciones parlamentarias y dos elecciones locales.
| Historia               | Votar                                             | La participación de Ozel.                   | Fiesta                         | Número de votos | Tasa de voto (%) | Conclusión                                          |
| ---------------------- | ------------------------------------------------- | ------------------------------------------- | ------------------------------ | --------------- | ---------------- | --------------------------------------------------- |
| 29 de marzo de 2009    | Elecciones locales de 2009, Manisa                | candidato a alcalde de Manisa               | Partido Republicano del Pueblo | 21.376          | 13.04            | 3. permaneció en la fila y no pudo ser seleccionado |
| 12 de junio de 2011    | Elecciones generales de 2011, Manisa              | candidato parlamentario de Manisa           | Partido Republicano del Pueblo | 249,482         | 28,77            | El diputado de Manisa fue elegido                   |
| 30 de marzo de 2014    | Elecciones locales de 2014, Manisa                | Candidato a alcalde metropolitano de Manisa | Partido Republicano del Pueblo | 161.659         | 18.2             | 3. permaneció en la fila y no pudo ser seleccionado |
| 7 de junio de 2015     | Elecciones generales de junio de 2015, Manisa     | candidato parlamentario de Manisa           | Partido Republicano del Pueblo | 262,927         | 28,9             | El diputado de Manisa fue elegido                   |
| 1 de noviembre de 2015 | Elecciones generales de noviembre de 2015, Manisa | candidato parlamentario de Manisa           | Partido Republicano del Pueblo | 270.096         | 29.4             | El diputado de Manisa fue elegido                   |
| 24 de junio de 2018    | Elecciones generales de 2018, Manisa              | candidato parlamentario de Manisa           | Partido Republicano del Pueblo | 252.578         | 26.3             | El diputado de Manisa fue elegido                   |
| 14 de mayo de 2023     | Elecciones generales de 2023, Manisa              | candidato parlamentario de Manisa           | Partido Republicano del Pueblo | 300.648         | 29.4             | El diputado de Manisa fue elegido                   |

## vida personal
Özel, que está casado y tiene un hijo, habla alemán e inglés con fluidez.